# Delia hirtitibia
Delia hirtitibia är en tvåvingeart som först beskrevs av Stein 1916.  Delia hirtitibia ingår i släktet Delia och familjen blomsterflugor. Arten är reproducerande i Sverige. Inga underarter finns listade i Catalogue of Life.